# Kanybiek Osmonalijew
Kanybiek Osmonalijewicz Osmonalijew (ros. Каныбек Осмоналиевич Осмоналиев; ur. 19 listopada 1953 w Bejszeke) – radziecki sztangista, złoty medalista olimpijski, wielokrotny mistrz świata oraz Europy w podnoszeniu ciężarów.

## Biografia
Kanybiek Osmonalijew z Kirgistanu wraz z innym radzieckim sztangistą, Aleksandrem Woroninem, należeli na przełomie lat 70. i 80. XX wieku do najlepszych na świecie ciężarowców w wadze muszej. Osmonalijew zaczął podnosić ciężary w 1971 podczas studiów na Kirgiskim Uniwersytecie Państwowym, a w 1975 został wybrany do radzieckiej kadry narodowej. Oprócz olimpijskiego złota z 1980 był czterokrotnie mistrzem świata (w latach 1978–1981) i dwukrotnie mistrzem Europy (w latach 1978 i 1981). W kraju był dwukrotnym mistrzem ZSRR (1978, 1980), jak również zdobył srebro (1981) i brąz (1977, 1979). Podczas swojej kariery ustanowił jeden rekord świata w wadze muszej w 1981 roku. 
Osmonalijew ukończył Kirgiski Uniwersytet Państwowy jako nauczyciel historii w 1975. Po zakończeniu kariery sportowej w 1981 pracował jako nauczyciel w liceum w Biszkeku oraz jako trener podnoszenia ciężarów. W 1986 był trenerem radzieckiej drużyny narodowej, a latach 1991–2006 zajmował stanowisko głównego trenera narodowej drużyny Kirgistanu w podnoszeniu ciężarów. Osmonalijew był także prezesem Federacji Podnoszenia Ciężarów Kirgistanu. W 2021 został mianowany doradcą Ministra Kultury, Informacji, Sportu i Polityki Młodzieżowej Kirgistanu.

## Starty olimpijskie
- Moskwa 1980 –  złoty medal (waga musza)

## Mistrzostwa świata
- Gettysburg 1978 –  złoty medal (waga musza)
- Saloniki 1979 –  złoty medal (waga musza)
- Moskwa 1980 –  złoty medal (waga musza) – mistrzostwa rozegrano w ramach zawodów olimpijskich
- Lille 1981 –  złoty medal (waga musza)

## Mistrzostwa Europy
- Hawierzów 1978 –  złoty medal (waga musza)
- Lille 1981 –  złoty medal (waga musza)